# Azeez Ojulari
Azeez Ojulari (geboren am 16. Juni 2000 in Austell, Georgia) ist ein US-amerikanischer American-Football-Spieler auf der Position des Outside Linebackers. Er spielt für die Philadelphia Eagles in der National Football League. Zuvor spielte er College Football für Georgia und wurde von den New York Giants in der zweiten Runde im NFL Draft 2021 ausgewählt.

## Frühe Jahre
Ojulari besuchte die Marietta High School in Marietta, Georgia. In seiner letzten Saison konnte er 118 Tackles und elf Sacks verbuchen, bevor er sich das Kreuzband riss. Er wurde zum 2018 All-American Bowl eingeladen und entschied sich, College Football für die Georgia Bulldogs der University of Georgia zu spielen.

## College
In seiner ersten Saison nahm Ojulari ein Redshirt, während er sich vom Kreuzbandriss erholte, sodass er nur an zwei Spielen teilnehmen konnte. 2019 spielte er in allen 14 Spielen, von denen er 13 startete. Dabei konnte er 33 Tackles und 5,5 Sacks erzielen. 2020 kehrte er als Starter zurück und wurde nach der Saison in das Second-Team All-SEC gewählt. Ebenfalls wurde er als Defensive MVP des 2021 Peach Bowls ausgezeichnet.

## NFL
Ojulari wurde mit dem 50. Pick in der zweiten Runde im NFL Draft 2021 von den New York Giants ausgewählt. Am 13. Mai 2021 unterschrieb er einen Vierjahresvertrag.
Am ersten Spieltag der Saison 2021 gab er sein NFL-Debüt gegen die Denver Broncos und konnte dort seinen ersten Sack in der NFL erzielen. Er konnte in den ersten drei Spielen einen Sack erzielen und wurde damit zum ersten Spieler in der Geschichte der New York Giants, dem dies als Rookie gelang. Am Ende der Saison konnte er acht Sacks erzielen und damit den Rookie-Rekord von 5,5 Sacks von B. J. Hill aus der Saison 2018 einstellen.
In der nachfolgenden Saison 2022 spielte Ojulari nur 7 Spiele, in denen er 5,5 Sacks und 14 Tackles erzielte.
Im März 2025 nahmen die Philadelphia Eagles Ojulari unter Vertrag.

## Persönliches
Sein jüngerer Bruder B. J. Ojulari spielte College Football für LSU und wurde im NFL Draft 2023 in der zweiten Runde von den Arizona Cardinals ausgewählt.